# Chilicola chubutense
Chilicola chubutense är en biart som beskrevs av Packer 2007. Chilicola chubutense ingår i släktet Chilicola och familjen korttungebin. Inga underarter finns listade i Catalogue of Life.